# Service public fédéral Technologie de l'information et de la communication
Le Service public fédéral technologie de la communication et de l'information (Fedict) travaillait pour l’administration fédérale belge à l’e-government, en d’autres termes, à l’administration électronique. À ce titre, Fedict assistait les services publics fédéraux (SPF) afin qu’ils améliorent leur communication et leurs services destinés aux citoyens, aux entreprises et aux fonctionnaires à l’aide des technologies de l’information et de la communication. Le 1er mars 2017 les services de Fedict se sont intégrés dans la direction générale Transformation digitale du nouvel SPF stratégie et appui.
Le BOSA gère et héberge de nombreuses applications IT à destination du public dont le portail fédéral d'authentification (FAS) qui utilise une application de la Sécurité Social, le CSAM.

## Site internet
- Portail fédéral
- Site officiel
- site Internet du nouvel SPF BOSA
- Portail d'authentification Fédéral FAS (CSAM)